# Biskupice (Legnica)
Pour les articles homonymes, voir Biskupice.
Biskupice est une localité polonaise de la gmina de Legnickie Pole, située dans le powiat de Legnica en voïvodie de Basse-Silésie.